# Зірка смерті

Перша «Зірка Смерті»

«Зірка Смерті» (англ. Death Star) — бойова космічна станція в вигаданому всесвіті «Зоряних воєн». Слугувала надзброєю Галактичної імперії, завбільшки з невеликий планетоїд, і була здатна руйнувати планети. Існували одна робоча і одна недобудована версії станції.

## Історія

### Канонічна історія
Ранні креслення сферичної бойової станції, здатної руйнувати планети, були створені жителями планети Геонозис для Конфедерації Незалежних Систем. Їх було отримано графом Дуку і передано своєму володареві Дарту Сідіусу (котрий очолював республіку під виглядом канцлера Палпатина) незадовго до Війн клонів. Таку ж ідею мав і гранд-мофф імперії Таркін. Керівництво втіленням проєкту було доручено Орсону Кренніку. Хоча сам Креннік не був талановитим інженером, але чудово розумівся на підборі персоналу та тиску на нього. При цьому Орсон і Таркін були суперниками за прихильність Палпатина. Гранд-мофф початково вважав проєкт сумнівним і намагався усунути Кренніка від роботи.
Каркас станції створювався на орбіті Геонозису з кілець планети. Зброю «Зірки Смерті» спроєктував у часи ранньої Галактичної імперії інженер Гален Ерсо, не знаючи для чого вона слугуватиме. Згодом він втік, розуміючи, що ця зброя стане запорукою перемоги імперії над Альянсом повстанців. Проте Креннік змусив інженера повернутися до роботи, погрожуючи викрасти його дочку Джин. Будівництво тривало роками і не виправдовувало очікувань імператора Палпатина. Тим часом Гален умисно вніс зміни до проєкту «Зірки Смерті», лишивши в ній вразливе місце. Інформацію про їх місцезнаходження передав повстанцям планети Джедда пілот Бодгі Рук. Таркін наполягав на випробуванні станції, щоб підтвердити, що її затратне будівництво не є диверсією проти Галактичної імперії. Для завершення проєкту було розграбовано храми джедаїв на Джедді та забрано кайбер-кристали, які стали основою для лазерів станції. Ціллю для випробування стала сама Джедда, кору якої було зруйновано внаслідок порівняно слабкого пострілу лазера.
Відомості про креслення з вразливим місцем, сховані на планеті Скаріф, командування Альянсу повстанців сприйняло як пастку. Виняток склали Джин Ерсо і група однодумців, які самі вирушили до Скаріфа. В ході операції на планеті креслення було добуто і ціною великих втрат передано флоту повстанців. За наказом Дарта Вейдера сховище креслень було зруйновано пострілом «Зірки Смерті». Але креслення вдалося передати Леї Органі, яка доручила їх своїм дроїдам.
Коли Дарт Вейдер полонив Лею, він спробував тортурами довідатися де містяться викрадені креслення, але безуспішно. Вейдер вибив свідчення тільки погрозою знищення «Зіркою Смерті» планети Алдераан — рідної планети Леї. Отримавши дані, він все одно зруйнував Альдреаан. Натрапивши на дроїдів R2-D2 і C3PO Люк Скайвокер з Обі-Ваном Кеннобі, Ханом Соло і Чубаккою потрапили на «Зірку Смерті» та визволили ув'язнену там Лею.
Проте цим було викрито місцезнаходження головної бази повстанців на супутнику планети Явін IV. Саме там було підтверджено, що існує незахищена шахта, яка веде прямо до реактора «Зірки Смерті». Коли «Зірка Смерті» прибула в систему Явіна, Люк Скайвокер поцілив зі свого винищувача в шахту, чим спричинив вибух реактора. Таркін і весь персонал станції загинули, крім Дарта Вейдера, який брав участь в космічній битві з повстанцями. Знищення «Зірки Смерті» стало поворотною подією в історії галактики, схилило перевагу на бік повстанців і від неї почалося нове літочислення.

### Розширений Всесвіт
Автором ідеї «бойового планетоїда» є інженер Райт Сієнар, який і розповів її Дарту Сідіусу. Той дав замовлення на розробку такої зброї вченим з Джеонозиса. Станція задумувалася як зброя проти Галактичної Республіки і граф Дуку передав її креслення через 10 років Дарту Сідіусу. «Зірка Смерті» мала послугувати війні, де Сідіус прагнув ослабити Галактичну республіку, керуючи і нею і ворожою Конфедерацією. Проте проєкт був надто дорогим і неактуальним, адже не було відомо чи покаже нова зброя себе ефективною.
Коли Галактична Імперія сформувалася, гранд-мофф Таркін запропонував використовувати «Зірку Смерті» як засіб щоб тримати галактику в страху під владою Сідіуса. Основу станції було збудовано на орбіті Джеонозису силами її корінного населення і рабів. Аби зберегти будівництво в таємниці, Дарт Сідіус перемістив його до планети-в'язниці Деспайр, а джеонозійців стерилізував, прирікши на вимирання. Офіційно проєкт описувався як гірничодобувний — станція мала руйнувати мертві планети для добування з утворених уламків копалин. Керівником будівництва став інженер Бевел Лемеліск. Окрім нього, зброю розробляла математик Кві Ксукс, яка вірила в її мирне призначення. В деяких творах автором креслень називається і автор ідеї, Райт Сієнар.
Біля Деспайра станцію було добудовано і випробувано. Внаслідок пострілу було порушено цілісність кори і ядра Деспайра, що спричинило масштабні руйнування на поверхні. Після знищення станції Сідіус жорстоко вбив (згодував живцем жукам-піраньям), а потім відродив Бевела Лемеліска перенесенням його свідомості в тіло клона. Багаторазово болісно вбиваючи і відроджуючи його, імператор змусив ученого створити нову, досконалішу станцію.
З уламків «Зірки Смерті» злочинна організація «Консорціум Занна» згодом здобула інфокапсули, які містили інформацію про таємні бункери імператора, а також креслення дредноута типу «Затемнення», Зоряного руйнівника типу «Агресор» і фрегата типу «Помста».
Через 3 роки після знищення першої «Зірки Смерті», Бевел Лемеліск розробив її спрощену версію — станцію «Таркін», яка була, по суті, надпотужною іонною гарматою, оточеною різними надбудовами. Повстанці на чолі з принцесою Леєю згодом дізнались про існування «Таркіна», проникли на борт станції і знищили її: принцеса переналаштувала гармату таким чином, що вона вистрілила в зворотній бік — в саму станцію.
Через декілька років після загибелі Палпатіна Лемеліск створив для Дурги Бесадії Тай, кримінального боса з раси гаттів, останню станцію на основі «Зірки Смерті» — «Темний меч». Нова зброя була, по суті, самим суперлазером без додаткового озброєння, оточеним бронею і житловими приміщеннями для екіпажу і гостей — до 100 гаттів з прислугою. За допомогою «Темного меча» Дурга планував шантажувати планети для отримання викупу, проте через свою патологічну жадібність купував для станції дуже неякісні матеріали, тому її броня була дуже слабкою, а суперлазер взагалі не працював. Станція була виявлена розвідкою Нової Республіки і була розчавлена між двома астероїдами під час втечі від республіканського флоту.

## Технічні дані
Обидві «Зірки Смерті» мала форму сфери з круглим чашоподібним заглибленням, де містилися випромінювачі.

### Перша «Зірка Смерті»
Перша версія була діаметром 140 кілометрів, розділена на дві «півкулі», які мали 12 зон. Станція складалася з 357-и ярусів. Її основною зброєю був суперлазер, промінь якого формувався 8-а випромінювачами на основі кайбер-кристалів. Над центром чаші промені з'єднувалися, формуючи один прямий промінь. Крім того станцію обороняли тисячі стаціонарних лазерів, турболазерів та іонних гармат.
Для відведення відходів та охолодження реактора слугувала тепловивідна шахта. За задумом Галена Ерсо її було зроблено прямою і відкритою, щоб «Зірку Смерті» можна було знищити повстанцям.

### Друга «Зірка Смерті»
Під час будівництва другої «Зірки Смерті» було враховано недоліки попередниці. Станцію захищав силовий щит, генератор якого був встановлений на супутнику планети Ендор. У будову було внесено зміни: станція була більшою (160 км у діаметрі), сила зброї зросла, час її перезарядження зменшився, а охолоджувальній шахті було надано звивистої форми.